# Iiyu
iiyu（イーユ）は、日本の音楽ユニット。旧名はトライシグナル。
音楽活動だけではなく、YouTubeやInstagram、TikTokを通じて2人の日常も発信。
YouTubeチャンネルでは週に3本新作動画が公開されていく。

## 略歴
愛媛のご当地アイドル『ひめキュンフルーツ缶』の岡本真依、奥村真友里、谷尾桜子により結成。
2017年10月29日の、ひめキュンフルーツ缶全メンバー卒業を受け、卒業後も顔なじみのメンバーとライブ活動を行いたかった谷尾が他の3人に声をかけて、YESの返答が帰ってきた2名と同年12月に結成された。
アイドル時代は違うバンド編成であり、ライブは基本的にサポートバンドを伴う。3人も歌唱、ダンスだけでなく、多くの楽曲で金管楽器を演奏する。
2018年6月12日、初のCD「Life Never Stops!」をリリース。ライブではすでに持ち歌を多く披露していたが、あえて3人で共同作詞した1曲のみを収録し、大切に歌い継いでいく意味を込めたという。
メンバー3人を含むスタッフで立ち上げた株式会社chunkyBONBONレーベル所属。
グループ名は三輪車＝トライシクルと合図＝シグナルを合わせた造語である。
本業の音楽活動だけでなく、冠ラジオ番組『＃月曜日からご褒美』を始めCM・テレビ番組・モデル活動と個人の仕事も幅広く活動している。
2021年8月29日、岡本真依の引退および現体制の終了を発表。谷尾、奥村の新体制での活動は継続していく。
2022年3月16日、グループ名をiiyu（イーユ）に改名し、音楽性やビジュアルを一新して再始動することとなった。iiyuというグループ名は「お風呂に入っているときのような、リラックスしている状態で心地よく聴ける音楽や作品を発信していきたい」という思いから“いい湯”をもじって命名されたという。

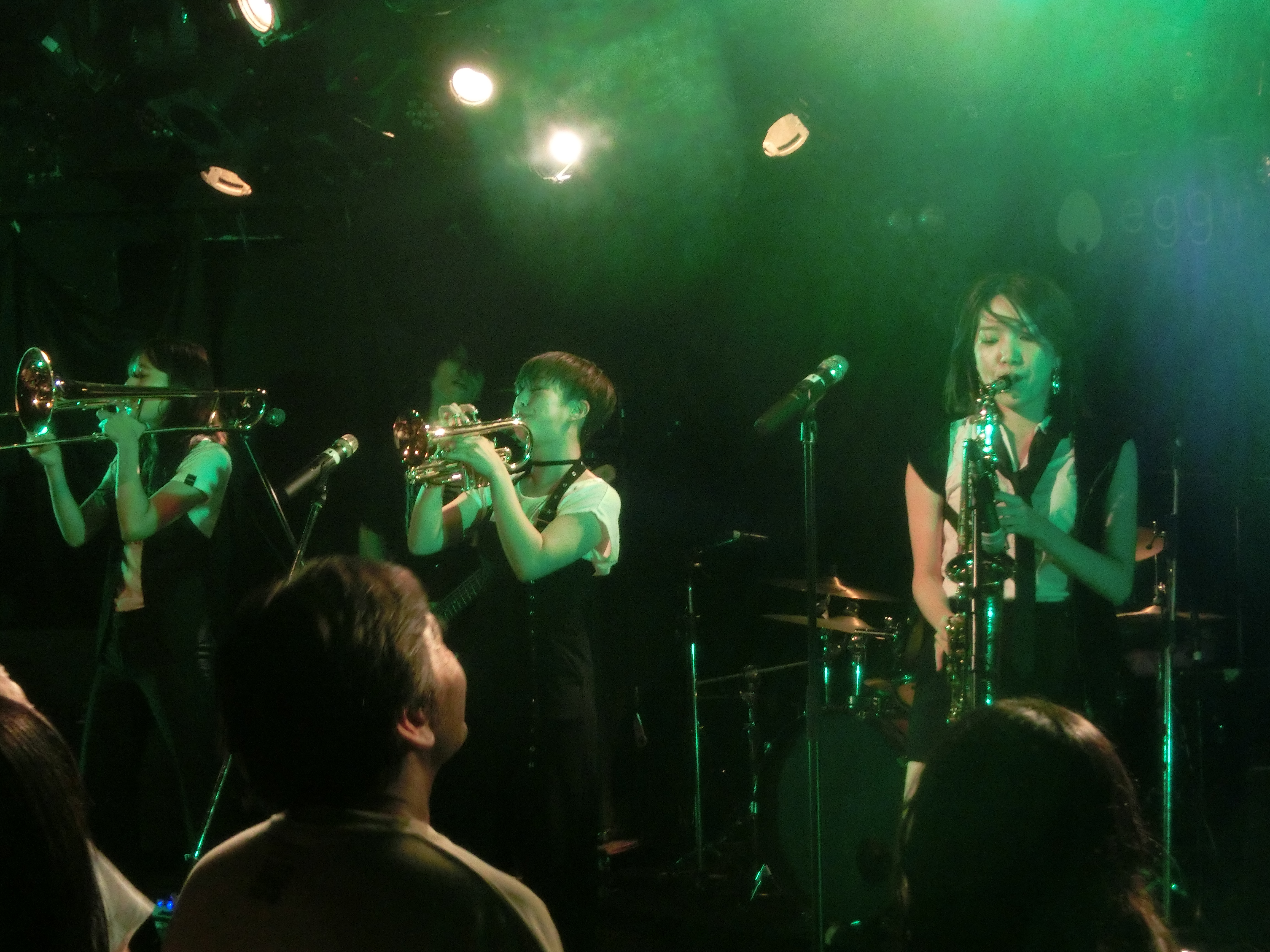
演奏するトライシグナル（2018年、渋谷）

## メンバー

### 現在のメンバー
Mayuri（まゆり）
1996年2月5日（29歳）、愛媛県出身。
旧名：奥村真友里
ボーカルおよびトロンボーン担当。
音楽活動だけでなくモデルとしても活動中。
　所属事務所　Cruva Management helahela
https://cruvahelahela.com/models/奥村真友里/

Sakurako（さくらこ）
1992年4月27日（33歳）、愛媛県出身。
旧名：谷尾桜子
ボーカルおよびサクソフォン担当。

### 過去のメンバー
岡本真依（おかもと まい）
1997年6月11日（28歳）、愛媛県出身。
ボーカルおよびトランペット担当。

## 作品
順位は、オリコン週間ランキング最高位

### シングル
| # | 発売日        | タイトル          | 規格品番             | 備考                                                   |
| - | ------------- | ----------------- | -------------------- | ------------------------------------------------------ |
| 1 | 2018年6月12日 | Life Never Stops! | CBB-0001（会場限定） |                                                        |
| 2 | 2018年9月30日 | デルタライト      | CBB-0002（会場限定） |                                                        |
| 3 | 2020年2月5日  | それでも光へ      | CBB-0004             | 猿真似ロックと同時発売。公式サイトでは2nd Single表記。 |
| 4 | 2020年2月5日  | 猿真似ロック      | CBB-0005             | それでも光へと同時発売。公式サイトでは1st Single表記。 |
| 5 | 2021年7月17日 | Calling you       | TRI-001              | 公式サイトでは3rd Single表記。                         |
| 6 | 2022年3月16日 | begin again       | 配信                 |                                                        |
| 7 | 2022年4月13日 | brand new days    | 配信                 |                                                        |
| 8 | 2022年5月11日 | It's over.        | 配信                 |                                                        |
| 9 | 2023年6月21日 | Wedding song      | 配信                 |                                                        |

### アルバム
| # | 発売日        | タイトル       | 収録曲 | 規格品番 | 備考 |
| - | ------------- | -------------- | --- | -------- | ---- |
| 1 | 2019年1月16日 | The First Bite | 1. 朝焼けみたいだ 2. ガールスドントクライ 3. 木木木木木〜ジャングル〜 4. デルタライト（AL VER.） 5. シグナル 6. START over AGAIN 7. Life Never Stops! 8. 夢歩き | CBB-0003 |      |